# Logarithmische Darstellung

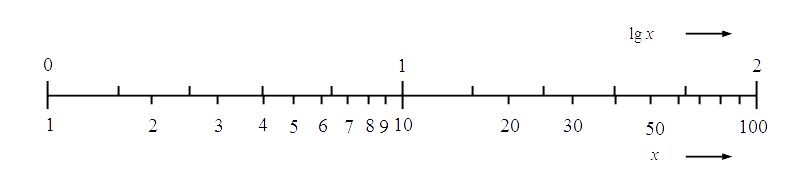
Obere Skale linear geteilt
Untere Skale logarithmisch geteilt

Verteilung der Beitragszahlen der aktivsten Autoren in der deutschsprachigen Wikipedia

Dieselbe Verteilung in doppelt logarithmischer Darstellung

Eine logarithmische Darstellung ist eine Form der Darstellung, bei der die durch eine Achse dargestellte Größe auf dieser proportional zum Logarithmus ihres Zahlenwerts aufgetragen ist. Somit entsprechen bei einer logarithmischen Darstellung gleiche Abstände auf der Achse gleichen Verhältnissen der dargestellten Größe.
Beschriftet wird die Achse weiterhin durch die Zahlenwerte der dargestellten Größe selbst, und nicht durch deren Logarithmus.
In einem Diagramm kann diese Darstellung auf eine oder beide Achsen angewendet werden.

Der Vorteil der logarithmischen Darstellung zeigt sich dann, wenn die darzustellenden Werte viele Größenordnungen umfassen. Denn da die Achsenabstände unabhängig von der Größenordnung der auftretenden Werte sind, werden so auch kleine Werte noch lesbar dargestellt.

Dieselbe Verteilung in einfach logarithmischer Darstellung

## Übliche Darstellungsmöglichkeiten

Bode-Diagramm eines Tiefpasses:
oben Phasen-Frequenzgang einfach logarithmisch,
unten Amplituden-Frequenzgang doppelt logarithmisch

Wachstum der Bevölkerung Englands auf einer logarithmischen Skala (1,67 Decade).

Wenn numerische Zusammenhänge im Vordergrund stehen, wird mit dem dekadischen Logarithmus gearbeitet; bei eher prinzipieller Betrachtung wird der natürliche Logarithmus verwendet.
Das abgebildete Bode-Diagramm zeigt als Anwendung in der Elektrotechnik die Übertragungsfunktion eines Tiefpasses über einen Frequenzbereich von mehr als vier Zehnerpotenzen.
Vor allem vor der Einführung von Computergrafiken war Logarithmenpapier ein wichtiges Hilfsmittel zur Darstellung. Für die Zeichnung von Diagrammen in logarithmischer Darstellung gibt es einfachlogarithmisches Papier oder doppeltlogarithmisches Papier. Die Möglichkeiten grafischer Darstellungen am Computer haben die Verwendung logarithmischer Skalen vereinfacht und den Gebrauch von solchem Papier stark reduziert.

## Mathematische Modellierung
Mit dem Übergang auf neue Variable
{\displaystyle X=\log(x)} und {\displaystyle Y=\log(y)}
ergeben sich für einige Funktionen Vereinfachungen in der Darstellung, und bestimmte Zusammenhänge werden veranschaulicht. Umgekehrt lässt sich aus einem geradlinigen Verlauf in einer Folge von Messpunkten bei geeignet geteilten Achsen auf die zugrunde liegende Funktion schließen.
Ein Potenzgesetz wird in doppelt logarithmischer Darstellung zur Geraden
{\displaystyle y=a\,x^{b}\,\Rightarrow \;Y=\log(a)+bX}
Der Sonderfall einer nach rechts unter einem Winkel von 45° fallenden Geraden (bei gleichen Maßstäben auf beiden Achsen) weist auf {\displaystyle b=-1}, also auf umgekehrte Proportionalität.
Ein exponentieller Verlauf lässt sich in einfach logarithmischer Darstellung als Gerade darstellen
{\displaystyle y=a\,\mathrm {e} ^{bx}\,\Rightarrow \;Y=\log(a)+bx\cdot \log(\mathrm {e} )}
Eine Funktion von der Form einer Normalverteilung (gaußsche Glockenkurve) wird in einfach logarithmischer Darstellung zu einer Parabel
{\displaystyle y=a\,\mathrm {e} ^{bx^{2}}\,\Rightarrow \;Y=\log(a)+bx^{2}\cdot \log(\mathrm {e} )}
Eine Funktion von der Form einer logarithmischen Normalverteilung wird in einfach logarithmischer Darstellung zu einer Normalverteilung und in doppelt logarithmischer Darstellung zu einer Parabel
{\displaystyle y=a\,\mathrm {e} ^{b(\log(x))^{2}}\,\Rightarrow \;y=a\,\mathrm {e} ^{bX^{2}}}
{\displaystyle y=a\,\mathrm {e} ^{b(\log(x))^{2}}\,\Rightarrow \;Y=\log(a)+bX^{2}\cdot \log(\mathrm {e} )}

## Weitere Anwendungen
Für bestimmte Aufgabenstellungen hat es sich eingebürgert, eine Achse als Logarithmus des Logarithmus zu skalieren (log(log(y))), beispielsweise die vertikale Achse bei der grafischen Darstellung von Öl-Viskositäten nach Ubbelohde-Walther oder im Weibull-Wahrscheinlichkeitspapier. Hier wird die zweifach logarithmierte Achse gelegentlich auch als doppelt-logarithmisch bezeichnet.